# Trattato di Londra (1700)
Il trattato di Londra  (chiamato anche secondo trattato di partizione) venne concluso il 25 marzo 1700 tra il Regno d'Inghilterra ed il Regno di Francia.
Dopo il fallimento del Primo trattato di partizione del 1698, un nuovo trattato tentò di restaurare la Prammatica Sanzione dopo la morte di Giuseppe Ferdinando di Baviera che era stato designato dal primo trattato come possibile erede per la corona spagnola dopo la morte senza eredi di Carlo II. Sulla base del nuovo trattato, il secondo figlio dell'imperatore Leopoldo I, avrebbe acquisito il trono di Spagna e le colonie oltremare ad eccezione dei domini in Italia, motivo per cui il futuro Carlo VI decise di non aderire al trattato.